# Instituto de Ciencias Matemáticas (ESPOL)
El Instituto de Ciencias Matemáticas, más conocido por su acrónimo ICM, es uno de los tres Institutos de Ciencias de la Escuela Superior Politécnica del Litoral (Ecuador). Tiene a su cargo el dictado de las ciencias básicas referentes a las matemáticas que requieren los currícula de las carreras que imparten las unidades académicas de la ESPOL. Conjuntamente con los otros dos institutos de ciencias, realiza investigaciones científicas y presta servicios a la colectividad. Ofertar tres carreras de pregrado y tres postgrado.

## Carreras
El ICM ofrece 6 títulos en diferentes carreras relacionadas con las ciencias exactas dentro de los cuales se encuentran:
| A nivel de ingeniería                                   |
| Ingeniería en estadística informática                   |
| Ingeniería en auditoría y contaduría pública autorizada |
| Ingeniería en logística y transporte                    |
| A nivel de maestría                                     |
| Maestría en investigación de mercados                   |
| Maestría en gestión de la productividad y la calidad    |
| Maestría en control de operaciones y logística          |
| Maestría en investigación matemática                    |